# Президентские выборы на Кубе (1928)
Президентские выборы на Кубе проходили 1 ноября 1928 года. Они проходили при диктатуре Херардо Мачадо, который баллотировался на второй срок. Он был единственный кандидат, так как остальные политические партии отказались от участия в выборах. В результате победил президент Мачадо, вновь выдвинутый Либеральной партией.

## Результаты
| Кандидат                            | партия                             | Голосов | % |
| ----------------------------------- | ---------------------------------- | ------- | - |
| Херардо Мачадо                      | Либеральная партия                 |         | - |
| Недействительных/пустых бюллетеней  | Недействительных/пустых бюллетеней |         | - |
| Всего                               |                                    |         |   |
| Зарегистрированных избирателей/Явка |                                    |         |   |
| Источник: Nohlen                    |                                    |         |   |